# Asaki
Asaki (あさき?) es un artista de Bemani quien hizo su debut en 2002 en GUITARFREAKS 7thMIX & drummania 6thMIX. Es conocido por sus canciones en las series de Guitar Freaks & DrumMania, el cual combina elementos de Rock, Visual kei y Rock industrial, la mayoría de ellos realizados y producidos enteramente por él mismo. Asaki también ha sido un gran contribuidor a  Pop'n music y Reflect Beat e incluso creó algunas canciones para Beatmania IIDX. Él también sirvió como el guitarrista para otros artistas de Bemani, tales como Wac, TOMOSUKE y Yuei Uematsu.
A pesar de estar con Konami desde 2002, sin embargo, se sabe muy poco acerca de Asaki. su nombre completo nunca ha sido revelado, además de que casi nunca aparece en algunos eventos de Bemani, y hay muy pocas imágenes y fotos de él en internet, la mayoría de ellos con el rostro oculto. Se conoce que una vez fue el vocalista de una banda de género Visual kei llamado Blanc Neige antes de unirse a la empresa Konami.

## Música principal
La lista muestra las canciones que fueron creadas por el mismo autor y también con los artistas que trabajó para su elaboración:

### GuitarFreaks &DrumMania
- Can't Help Falling in Love (HI-STANDARD)
- 誰? (Handsome JET Project)
- 蛹
- Power (HELLOWEEN)
- ロマンス (Captain Rock)
- ツミナガラ... と彼女は謂ふ ( )
- わすれもの (Handsome JET Project feat. みずしな孝之)
- BEAMS (Captain Rock)
- 月光蝶
- 花の唄 (ちーちゃん)
- Out of breath (Thomas Howard Lichtenstein)
- 瞬的愛歌(JET LOVE) (Handsome JET Project)
- Agnus Dei
- Handsome JET L-Project (Handsome JET Project)
- ヘリコプター (ピンクカプセル)
- カゴノトリ (橙色特別室)
- この子の七つのお祝いに
- 赤い鈴
- こたつとみかん 	 (ピンクカプセル)
- 鬼姫 (鬼の子合唱団)
- 哀愁のコリゴリラ (ハンサムジェットプロジェクト feat. みずしな孝之)
- Die Zauberflöte (わんにゃん☆パニックス)
- ひとりぼっち (ピンクカプセル)
- ピンクカプセル (Poo)
- Plastic Umbrella (chico)
- You can't do it if you try (遠藤一馬 & あさき )
- 蛍
- ￥真超深TION￥ (Des-あさ)
- αρχη (Dormir)
- 虧兎に告ぐ
- Micro fin (Rotten Blotch)
- Ru-Ru-Ru (Sis Bond Chit)
- DEADMAN'S BED (Rotten Blotch)
- 極東史記
- Vertigo (Sis Bond Chit)
- A.DOGMA
- ATOMS (Rotten Blotch)
- FOR THE FINAL
- Mannequin (Sis Bond Chit)
- 流氷の去りて
- NIL (Nelo)
- Siren (Sis Bond Chit)
- Sonne
- Under The Nest (Rotten Blotch)
- 青い鳥 (Juri)
- クリーンクリーン (ブラックカプセル)
- Einherjar (植松伸夫とわんにゃん☆パニックス)
- ほしふり (Sana)
- Piranha (Rotten Blotch)
- 天庭 おとこのこ編
- 牛乳特急便 -まとめきれない Romantic style- (キャプテンメタル)
- 行き過ぎて後に
- アーリマン (millll)

### beatmania IIDX
- キャッシュレスは愛情消すティッシュ (GINGER)
- カゴノトリ〜弐式〜 (橙色特別室 )
- four-leaf (Sis Bond Chit)
- 鬼言集
- Scharfrichter (Ashemu)

### GITADORA
- God knows... (キャプテンロック feat. みーちゃん)
- memento mori -intro-
- 俺と愛とロック (millll)
- 去る金合戦 (あさきのくりむ童話)
- LIFE (Rotten Blotch)
- たまごの物理化学的 及び調理特性に関しての調査、そしてその考察 (大日本鉄倶楽部)

### Dance Dance Revolution
- resonance (NAOKI-EX)

### jubeat
- Lead Me (SHOGO)
- 少年リップルズ (常盤ゆう)
- 幸せのかたち
- イ号零型

### pop'n music
- 明鏡止水 (TOMOSUKE feat. あさき )
- 幸せを謳う詩
- 雫
- 真超深TION (Des-あさ)
- 猿の経
- neu (少年ラジオ)
- 水面静かに大地の烈日わたらせて
- 神曲
- いきもの失格 (あさきのくりむ童話)
- 情操ディストピア (mami)
- 虚空と光明のディスクール (日向美ビタースイーツ♪)
- 鳥無き島にて
- uən (少年ラジオ)
- 生きてこそ～特別版～

### REFLEC BEAT
- 虹の先に何があるか
- 魚氷に上り 耀よひて
- まほろば教
- つばめ
- 黒点
- ストレイ・マーチ (少年ゾディアック)
- 太陽の子
- 空葬
- マッハマンの歌 (あさきのくりむ童話)
- I LOVE SUNFLOWER (CHERRY BLOSSOMS (ASAKI & wac))
- 砂の雨は夜に
- I LOVE COSMOS (CHERRY BLOSSOMS (ASAKI & wac))
- I LOVE SAKURA (CHERRY BLOSSOMS (ASAKI & wac))

### ee'MALL 2nd avenue
- 純勉夏 (ションボリくらぶ feat. ジェットさん)
- 螺子之人